# Feingehalt
Der Feingehalt ist der Massenanteil des höchstwertigen Edelmetalls in einem Schmuckstück, einer Münze oder anderweitigem metallischen Gegenstand.

## Allgemein
Der Feingehalt wird in Promille, also in tausend Teilen des Gesamtgewichts, angegeben. Vor 1888 waren andere Maße wie das Lot oder das Karat gebräuchlich. Die Angabe des Feingehaltes kann bei Schmuck und Gerät mit einem Feingehaltstempel eingeprägt werden. Sie ist fakultativ. Eine Gravur oder auch eine per Laser eingebrachte Angabe des Feingehalts in die Oberfläche ist nicht zulässig. Nach deutschem Recht kann Schmuck in jedem Feingehalt produziert und verkauft werden. So wäre auch ein Schmuckstück aus 825er oder 635er Gold rechtlich einwandfrei.
Bei der Herstellung von Schmuck verwenden Goldschmiede in der Regel Feingehalte zwischen 585 und 999. In der industriellen Schmuck-Fertigung kommen vorrangig Feingehalte zwischen 333 und 750 zur Verwendung. Hinzulegierte Zuschläge wie Silber, Kupfer, Iridium, Wolfram, Palladium und Zink erzeugen neue Materialien – mit zum Teil erheblich von den eigentlichen Edelmetallen abweichenden chemischen und physikalischen Eigenschaften. So unterscheiden sie sich in Härte, Färbung sowie in ihrem Verhalten bei Kontakt mit Säuren und Laugen.
Für Edelmetalle, welche bei der Fertigung von elektronischen Bauteilen, Fahrzeugkatalysatoren oder bei der Herstellung von Filmen verwendet werden, wird der Feingehalt in der Regel nicht angegeben.
Bei vielen Edelmetallen bezeichnet 999,9 ‰ dabei die höchste noch im normalen Handel erhältliche Reinheit. Noch höhere Reinheitsgrade als 999,99 ‰ sind nur unter enormem Aufwand herzustellen. Sie werden in der Regel nur für chemische und physikalische Zwecke benötigt. Im internationalen Handel wird zum Beispiel Gold mit einem Feingehalt von 995 ‰ gehandelt, 12,44 kg schwere so genannte „good-delivery-Barren“.

## Geschichte
Bis 1887 wurde im Deutschen Reich der Feingehalt bei Silber in Lot angegeben. Ausgangsbasis war, wie bei Gold, die Kölner Mark (= 233,885 Gramm). Sie wurde bei Silber in 16 Teile (Lote) geteilt. 1 Lot = 18 Grän = 1/16 Mark. Der in Lot und Grän ausgedrückte Feingehalt wurde Lötigkeit genannt. Die Umrechnung in die seit 1888 vorgeschriebene Feingehaltsangabe ergibt sich aus der Gleichsetzung: 16 Lot = 1000/1000 Teile.
Am 1. Januar 1888 trat im Deutschen Reich das „Gesetz über den Feingehalt von Gold- und Silberwaren“ vom 16. Juli 1884 in Kraft. Gold wurde jetzt einheitlich mit dem Zeichen der Sonne und Silber mit dem Zeichen des Halbmondes gekennzeichnet. Dazu trat die Stempelung mit der Reichskrone und dem Stempel des Herstellers.
Der Feingehalt wurde jetzt grundsätzlich in Tausendteilen angegeben. Ein Ring mit der Feingehaltsangabe 585 bestand also aus 585 Tausendteilen Gold. Das Gesetz über den Feingehalt von Gold- und Silberwaren ist mit einigen Modifikationen noch heute in Kraft. Es wurde zuletzt durch Artikel 294 der Verordnung vom 31. August 2015 (BGBl. I S. 1474) geändert.
In der Schweiz wurde 1882 das erste Bundesgesetz „betreffend die Kontrollierung und Garantie des Feingehalts der Gold- und Silberwaren“ erlassen und 1933 aktualisiert, um die Schweizer Industrie vor unlauterem Wettbewerb und die Verbraucher vor Betrug zu schützen. In der Schweiz gibt es mehrere Dienststellen der Edelmetallkontrolle, die über das ganze Land verteilt sind. So ist das Schweizer Edelmetallgesetz eines der strengsten weltweit.

## Aktuelle Situation
Am 15. November 1972 wurde in Wien ein international auch als „Hallmarking-Konvention“ bekanntes „Übereinkommen betreffend die Prüfung und Bezeichnung von Edelmetallgegenständen“ abgeschlossen, in dem die gegenseitige Anerkennung von Punzen und anderen Kennzeichnungen für den Edelmetallgehalt eines Gegenstandes geregelt wurde. Darin einigten sich die Unterzeichnerstaaten auf bestimmte Feingehalte der verschiedenen Edelmetalle und deren Kennzeichnungen. Für jedes Edelmetall wurde eine andere Punzenform vereinbart, so dass Kennzeichnungen durch Symbole oder Buchstaben (Pt für Platin, Pd für Palladium) allmählich vom Markt verschwinden.
Mitgliedsstaaten dieses Übereinkommens sind derzeit (Stand: 28. Oktober 2015):
- Dänemark
- Finnland
- Irland
- Israel
- Lettland
- Litauen
- Niederlande
- Norwegen
- Österreich
- Polen
- Portugal
- Schweden
- Schweiz
- Slowakei
- Slowenien
- Tschechische Republik
- Ungarn
- Vereinigtes Königreich
- Zypern

Mit Stand vom 6. August 2013 waren folgende Staaten offiziell als Beobachter der Konvention registriert:
- Italien
- Kroatien
- Serbien
- Sri Lanka
- Ukraine

Die in dem Übereinkommen enthaltenen Feingehalte für die verschiedenen Edelmetalle sind nachfolgend aufgelistet. Da die Feingehaltsstufe 333 nicht Teil des Übereinkommens wurde, dürfen in diesen Ländern Gegenstände dieses Feingehaltes nicht als „Gold“, sondern nur als „vergoldete Ware“ angeboten werden. Dies führte dort zu einem praktisch vollständigen Verschwinden vom Markt. Der schweizerische Zoll beispielsweise erlaubt nur die Einfuhr von 14-karätigem (585) oder höherwertigem Gold.

## Feingehalte

### Feingehalte laut Wiener Übereinkommen

#### Gold
- Gold 999 (Feingold, 24 Karat, 96 Solotnik)
- Gold 916 2/3 (Crown gold, 22 Karat)[5]
- Gold 750 (18 Karat)
- Gold 585 (14 Karat)
- Gold 375 (9 Karat) (darf in der Schweiz nicht als „Gold“, sondern nur als „Garantiemetall“ angeboten werden[6])
- Gold 333 (8 Karat)

#### Silber

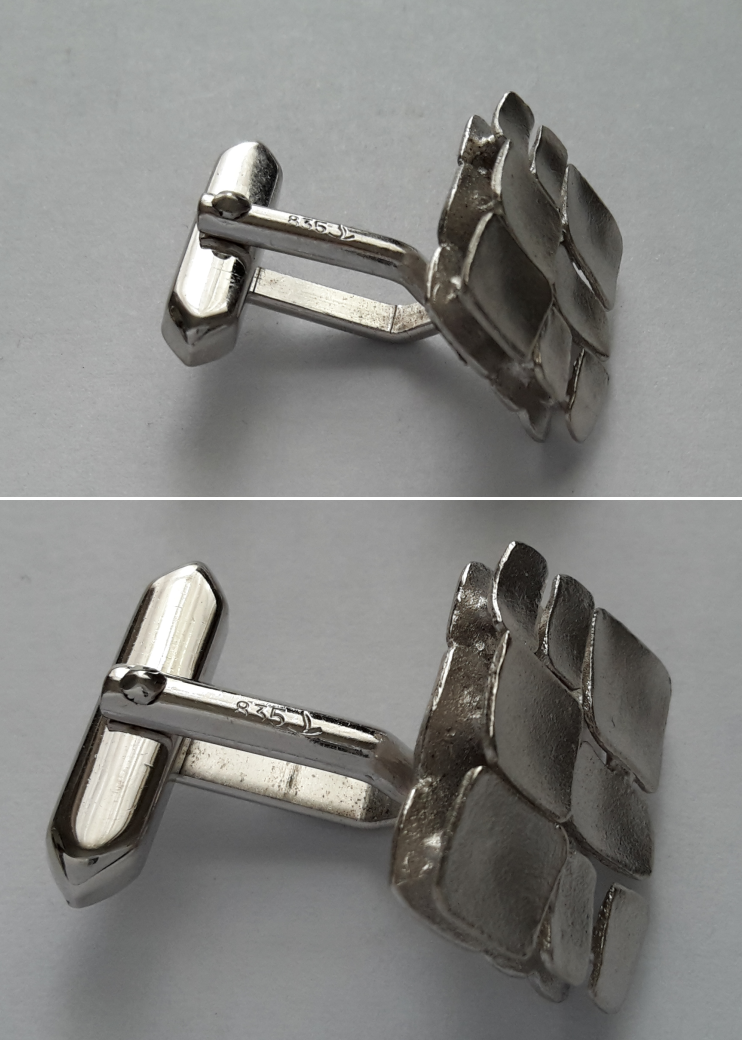
Manschettenknöpfe mit 835er-Prägestempel

- Silber 999 (Feinsilber[7]), 16 Lot
- Silber 925 (Sterlingsilber)
- Silber 830
- Silber 800

#### Platin
- Platin 999
- Platin 950
- Platin 900
- Platin 850

#### Palladium
- Palladium 999
- Palladium 950
- Palladium 500

### Bei Schmuck gebräuchliche Feingehalte

#### Gold
International ist der Feingehalt bei Schmuck unterschiedlich:
| Goldgehalt in % | Feingehalt | Karat | typischer Goldmarkt             |
| --------------- | ---------- | ----- | ------------------------------- |
| 99,99           | ,9999      | 24    | Hongkong                        |
| 99,00           | ,9900      | 23    | Hongkong (Chuk-Kam-Barren)      |
| 95,90           | ,9590      | 23    | Volksrepublik China             |
| 91,60           | ,9160      | 22    | Indien, Pakistan, Türkei        |
| 87,50           | ,8750      | 21    | Thailand                        |
| 75,00           | ,7500      | 18    | Europäische Union               |
| 58,50           | ,5850      | 14    | Deutschland, Vereinigte Staaten |
| 41,66           | ,4160      | 10    | Vereinigte Staaten              |
| 37,50           | ,3750      | 9     | Vereinigtes Königreich          |
| 33,30           | ,3330      | 8     | Deutschland (Minimum an Gold)   |

Die unterschiedlichen internationalen Feingehalte sind größtenteils auf historische Ursachen zurückzuführen.

#### Silber
- Silber 970 (Emailsilber)
- Silber 950 (v. a. in Südamerika gebräuchlich)
- Silber 937,5 (15 Lot)
- Silber 935
- Silber 900
- Silber 875 (14 Lot, 84 Solotnik)
- Silber 835
- Silber 812,5 (13 Lot)
- Silber 750 (12 Lot)
- Silber 625
- Silber 500

#### Platin
- Platin 800
- Platin 750
- Platin 585

### Bei Münzen und Medaillen
Bei Münzen heißt der Feingehalt auch Feinheit, Feine oder Korn. Der Feingehalt einer Münze oder Medaille entspricht dem Verhältnis des Feingewichtes, also der Masse des Edelmetallanteils, zum Raugewicht oder Schrot.
Die deutschen 5-, 10- und 20-Mark-Goldmünzen (goldene Fünfmarkstücke nur 1877 und 1878) (Kurantmünzen) von 1871 bis 1915 hatten einen Feingehalt von 900/1000, ebenso die silbernen Scheidemünzen von 20 Pf bis 5 M. Die Dukaten hatten sogar einen Feingehalt von 986/1000. Es gibt aber auch hier viele Abweichungen je nach Jahrhundert und Land.
So hatte etwa ein Friedrich d’or zwischen 1713 und 1770 einen Feingehalt von 906/1000, in den Jahren 1755 bis 1757 jedoch nur 638/1000 und 902/1000 ab 1770. Mit einem Feingehalt von 916,67/1000 (22 Karat) prägten Großbritannien, Portugal, Russland und die Türkei Goldmünzen.
Bei Silber ist die Bandbreite des Feingehaltes noch größer, sie beginnt normalerweise bei 500/1000 und endet bei 945/1000. Viele silberne deutsche Scheidemünzen vor dem 20. Jahrhundert hatten häufig einen Feingehalt, der teilweise noch deutlich unter 500/1000 lag. Derartige Münzen wurden Billonmünzen genannt. Silbermünzen der Weimarer Republik hatten beispielsweise von insgesamt 1000 Teilen 500 Teile reinen Silbers.
Erst die modernen Medaillen und die sog. Bullion-Coins (Anlagemünzen) werden in fast reinem Edelmetall (999/1000) oder (999,9/1000) geprägt.

## Feststellung
Der exakte Feingehalt von Edelmetallen kann nur im Labor ermittelt werden. Im Alltag behelfen sich darum Goldschmiede, Münzsammler etc. zur annähernden Bestimmung des Feingehaltes mit der Strichprobe.